# Derby (Kansas)
Derby es una ciudad ubicada en el de condado de Sedgwick en el estado estadounidense de Kansas. En el año 2010 tenía una población de 22158 habitantes y una densidad poblacional de 1148 personas por km². Se encuentra ubicada junto al río Arkansas, un afluente del río Misisipi.

## Geografía
Derby se encuentra ubicada en las coordenadas 37°33′9″N 97°15′41″O / 37.55250, -97.26139 (37.552407, -97.261492).

## Demografía
Según la Oficina del Censo en 2000 los ingresos medios por hogar en la localidad eran de $58,508 y los ingresos medios por familia eran $66,476. Los hombres tenían unos ingresos medios de $47,716 frente a los $27,478 para las mujeres. La renta per cápita para la localidad era de $22,779. Alrededor del 2.1% de la población estaban por debajo del umbral de pobreza.